# Ian Wallace (zanger)

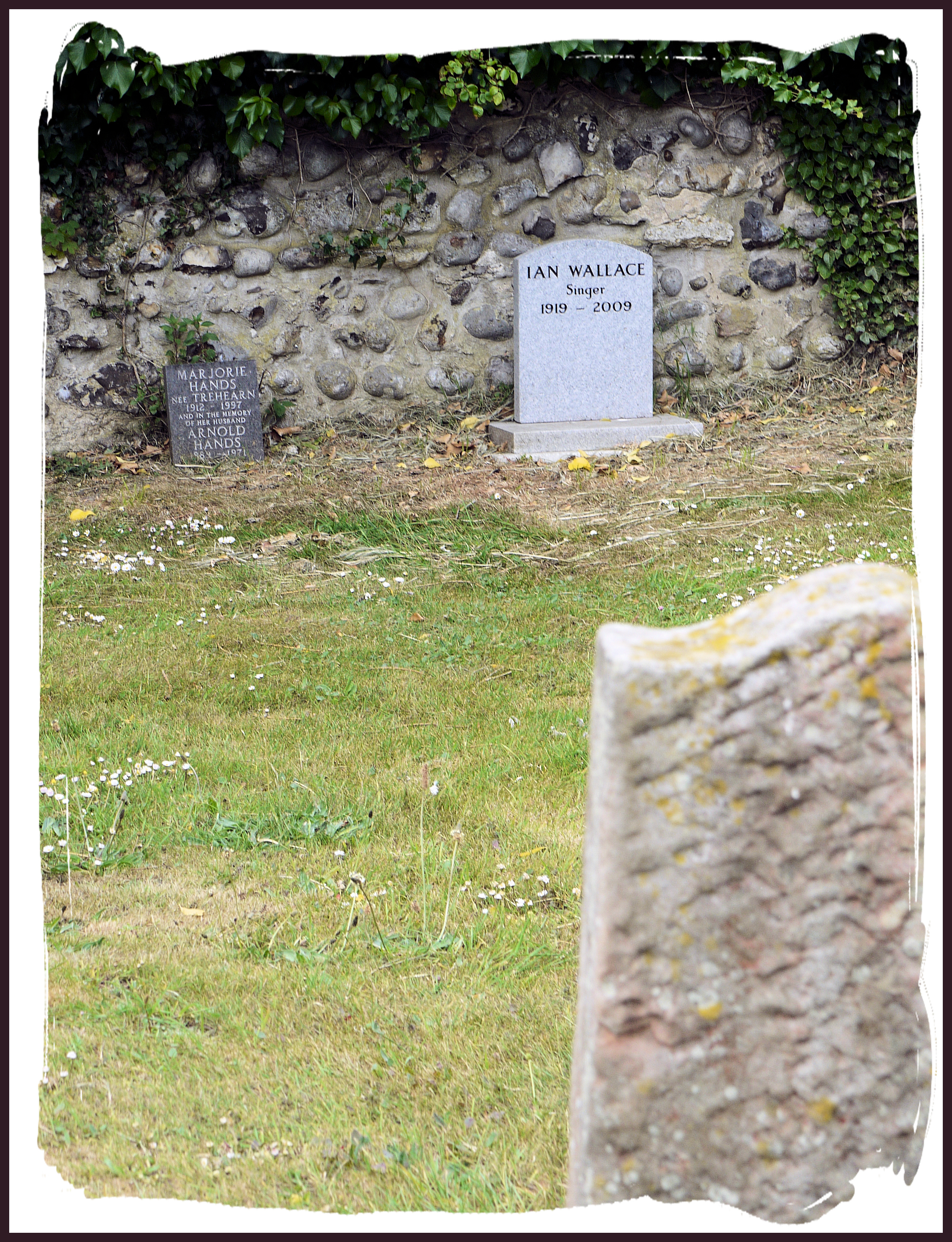
Graf van Wallace in West Runton

Ian Bryce Wallace (Londen, 10 juli 1919 - 12 oktober 2009) was een Brits bas-baritonzanger van Schotse afkomst.
Walace studeerde voor jurist, maar oefende dit beroep nooit uit. In 1946 maakte hij zijn debuut bij de New London Opera Company in het "Cambridge Theatre" in Londen, als Schaunard in La bohème. In de jaren 1950 specialiseerde hij zich in basso buffo-rollen, zoals deze van Dr Bartolo in De barbier van Sevilla. In de jaren 60 en 1970 was hij nauw betrokken bij de Scottish Opera. Van het begin van de jaren 1960 tot de jaren 1980, gaf hij ook voorstellingen met uittreksels uit opera's, balladen en komische liederen. Hij deed ook mee in een aantal films en televisieproducties.
Wallace was bij het grote publiek vooral bekend door zijn optreden als panellid in het radiospel My Music. Hij publiceerde twee autobiografieën: Promise Me You'll Sing Mud en Nothing Quite Like It.